# Лиоскорпии
Лиоскорпиите (Lioscorpius) са род актиноптери от семейство Скорпенови (Scorpaenidae).
Таксонът е описан за пръв път от Алберт Гюнтер през 1880 година.

## Видове
- Lioscorpius longiceps
- Lioscorpius trifasciatus